# دائرة تلال الغرب
دائرة تلال الغرب هي إحدى دوائر إقليم سيدي قاسم، التابع لجهة الرباط سلا القنيطرة، المملكة المغربية. تضم الدائرة 6 جماعات قروية، وبلغ عدد سكانها 78596 فرداً سنة 2004 حسب الإحصاء الرسمي للسكان والسكنى. يتبع للدائرة 17 مشيخة و222 دوار.

## التقسيمات الإداريّة
تعتبر دائرة تلال الغرب إحدى الدوائر المشكّلة لإقليم سيدي قاسم، وهو التقسيم الإداري من المستوى الرابع المعتمد في المغرب. ينقسم إقليم سيدي قاسم إلى 24 جماعات قروية تختلف من حيث السكان والمساحة، والتي بدورها تنقسم إلى مشيخات تضم عدداً من الدواوير.